# Ulidia melampodia
Ulidia melampodia är en tvåvingeart som beskrevs av Friedrich Hermann Loew 1873. Ulidia melampodia ingår i släktet Ulidia och familjen fläckflugor. Inga underarter finns listade i Catalogue of Life.